# Dopolavoro Interaziendale Italo Gambacciani Sezione Calcio 1939-1940
Questa voce raccoglie le informazioni riguardanti il Dopolavoro Interaziendale Italo Gambacciani Sezione Calcio nelle competizioni ufficiali della stagione 1939-1940.

## Rosa
| N. |                   | Ruolo | Calciatore        |
| -- | ----------------- | ----- | ----------------- |
|    | Italia (bandiera) | A     | Lorenzo Alderotti |
|    | Italia (bandiera) | P     | Ascanio Assirelli |
|    | Italia (bandiera) | C     | Giuseppe Bellucci |
|    | Italia (bandiera) | C     | A. Berlincioni    |
|    | Italia (bandiera) | C     | Emilio Cantini    |
|    | Italia (bandiera) | D     | Ferrero Giani     |
|    | Italia (bandiera) | C     | N. Gradi          |
|    | Italia (bandiera) | A     | Luciano Innocenti |
|    | Italia (bandiera) | D     | Azeglio Landi     |
|    | Italia (bandiera) | A     | Dino Lazzeri      |
|    | Italia (bandiera) | A     | U. Lensi          |
|    | Italia (bandiera) | A     | Mario Monti       |
|    | Italia (bandiera) | D     | S. Mori           |

| N. |                   | Ruolo | Calciatore             |
| -- | ----------------- | ----- | ---------------------- |
|    | Italia (bandiera) | P     | Vittorio Mori          |
|    | Italia (bandiera) | C     | Giulio Moriani         |
|    | Italia (bandiera) | D     | Dino Pagliai           |
|    | Italia (bandiera) | C     | Lido Parri             |
|    | Italia (bandiera) | A     | W. Pulidori            |
|    | Italia (bandiera) | D     | Hervè Romboli          |
|    | Italia (bandiera) | C     | E. Romolini            |
|    | Italia (bandiera) | D     | Ulrico Sani            |
|    | Italia (bandiera) | C     | Rigoletto Scandigli    |
|    | Italia (bandiera) | A     | R. Tagliagambe         |
|    | Italia (bandiera) | P     | Raffaello Testaferrata |
|    | Italia (bandiera) | D     | G. Tomei               |